# Можайское шоссе (Москва)
Можа́йское шоссе́ — автотрасса в Москве, на территории Можайского района Западного административного округа, часть магистрали M1 Москва — Минск — Брест.
Нумерация домов начинается от Кутузовского проспекта.
Шоссе на всём протяжении в черте Москвы имеет по четыре полосы движения в каждую сторону, а также разделительную полосу посередине, используемую для движения правительственных кортежей.

## Происхождение названия
Шоссе названо по старинной Можайской дороге, ведшей в город Можайск, который с XIII века охранял западные подступы к Москве.

## История
Можайское шоссе существовало как историческая дорога из Москвы на запад с XV века. С середины XVIII века начиналась от Дорогомиловской заставы Камер-Коллежского вала. Во второй половине XIX века названо шоссе. В 1925 году был образован город Кунцево, для которого шоссе стало одновременно главной улицей и дорогой, связывающей с Москвой.
В годы Великой Отечественной войны Можайское шоссе было важнейшей транспортной артерией Западного фронта.
В послевоенные годы (особенно после включения территории в состав Москвы в августе 1960 года) ведётся массовая застройка примыкающих к шоссе территорий — Кунцево и Сетуни.
В 1957 году часть шоссе от площади Дорогомиловская Застава до нынешней площади Победы вошла в состав Кутузовского проспекта.
В конце 1960-х, начале 1970-х шоссе было спрямлено и расширено до 4-полосного в обе стороны на участке от Кременчугской улицы до МКАД, участок старого шоссе в настоящее время сохранился между Витебской и Вяземской улицей.
В 1976 году часть шоссе от площади Победы до Аминьевского шоссе переименована в проспект Маршала Гречко, который в 1992 году вошёл в состав Кутузовского проспекта.
В результате административной реформы 1991 года шоссе в полном составе было включено в территорию муниципального округа «Можайский» (позднее Можайский район), дав ему имя и став основной транспортной магистралью.

## Расположение

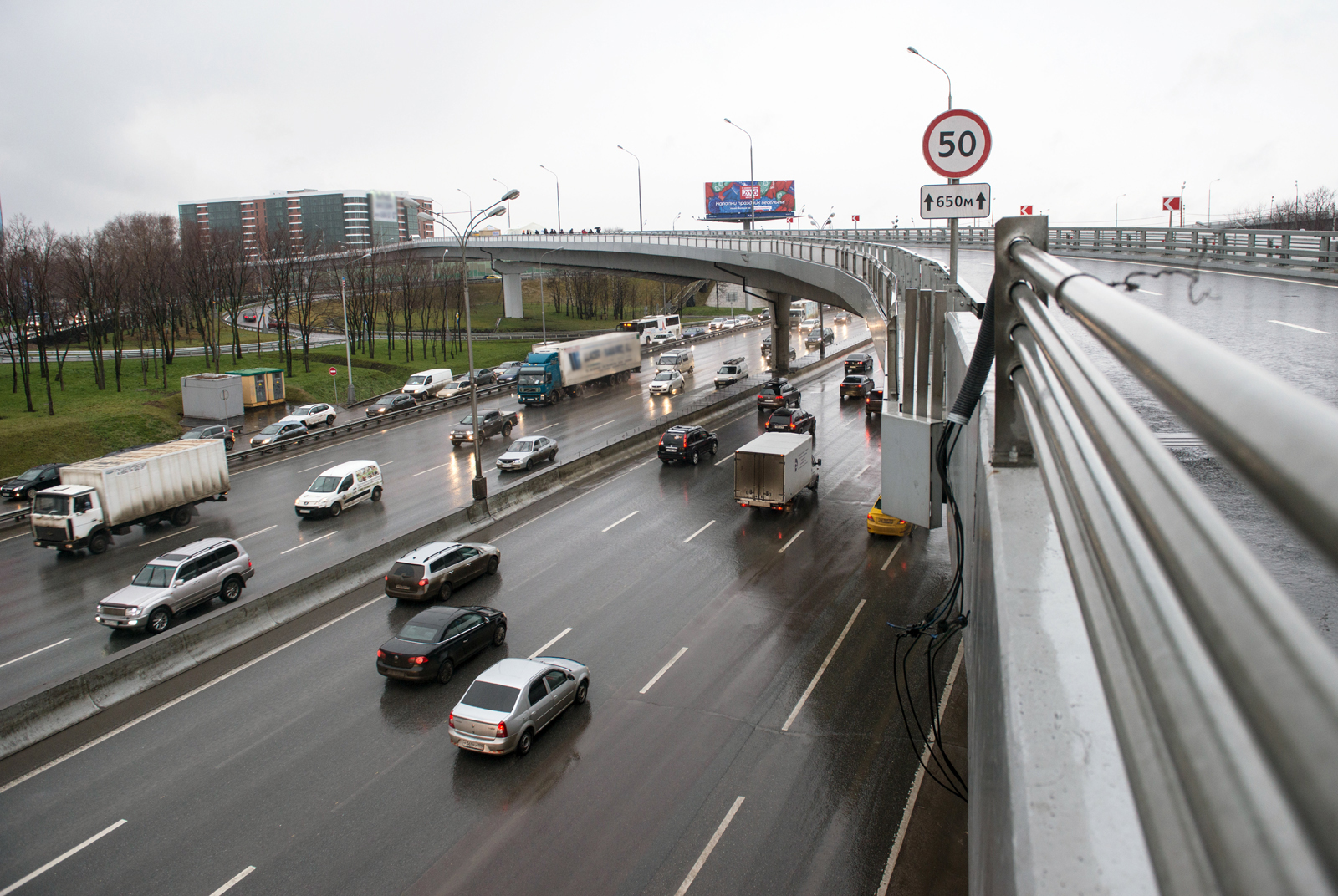
Развязка на пересечении Можайского шоссе и МКАД после реконструкции

Шоссе является продолжением Кутузовского проспекта, проходит от пересечения Рублёвского и Аминьевского шоссе до МКАД.
С севера примыкают улицы: Багрицкого, Гвардейская, Гришина, Кутузова, Кубинка, Толбухина, Говорова и Барвихинская; с юга улицы: Вересаева, Багрицкого, Петра Алексеева, Рябиновая, Витебская и Вяземская; проезд Загорского, 2-й переулок Петра Алексеева.
Улицы Кубинка, Толбухина, Вяземская и Витебская войдут в состав одной из крупнейших магистралей Москвы — Северо-Западной хорды.
В процессе создания 4 (южного) участка трассы намечено строительство новых тоннелей под Можайским шоссе:
- между улицей Кубинка и Витебской;
- между улицей Толбухина и Вяземской.

В связи со строительством автодорожной эстакады вдоль Можайского шоссе от МКАД до улицы Петра Алексеева были ликвидированы подземные переходы от улицы Кубинка к Витебской улице и от улицы Толбухина к Вяземской улице. После реконструкции движение по Можайскому шоссе стало бессветофорным, кроме дублёров Можайского шоссе, где передвигается наземный городской общественный транспорт и мост на Аминьевском шоссе, где сотрудники ДПС перекрывают трассу для проезда VIP-кортежей — там светофоры остались.

## Примечательные здания и сооружения
По нечётной стороне:

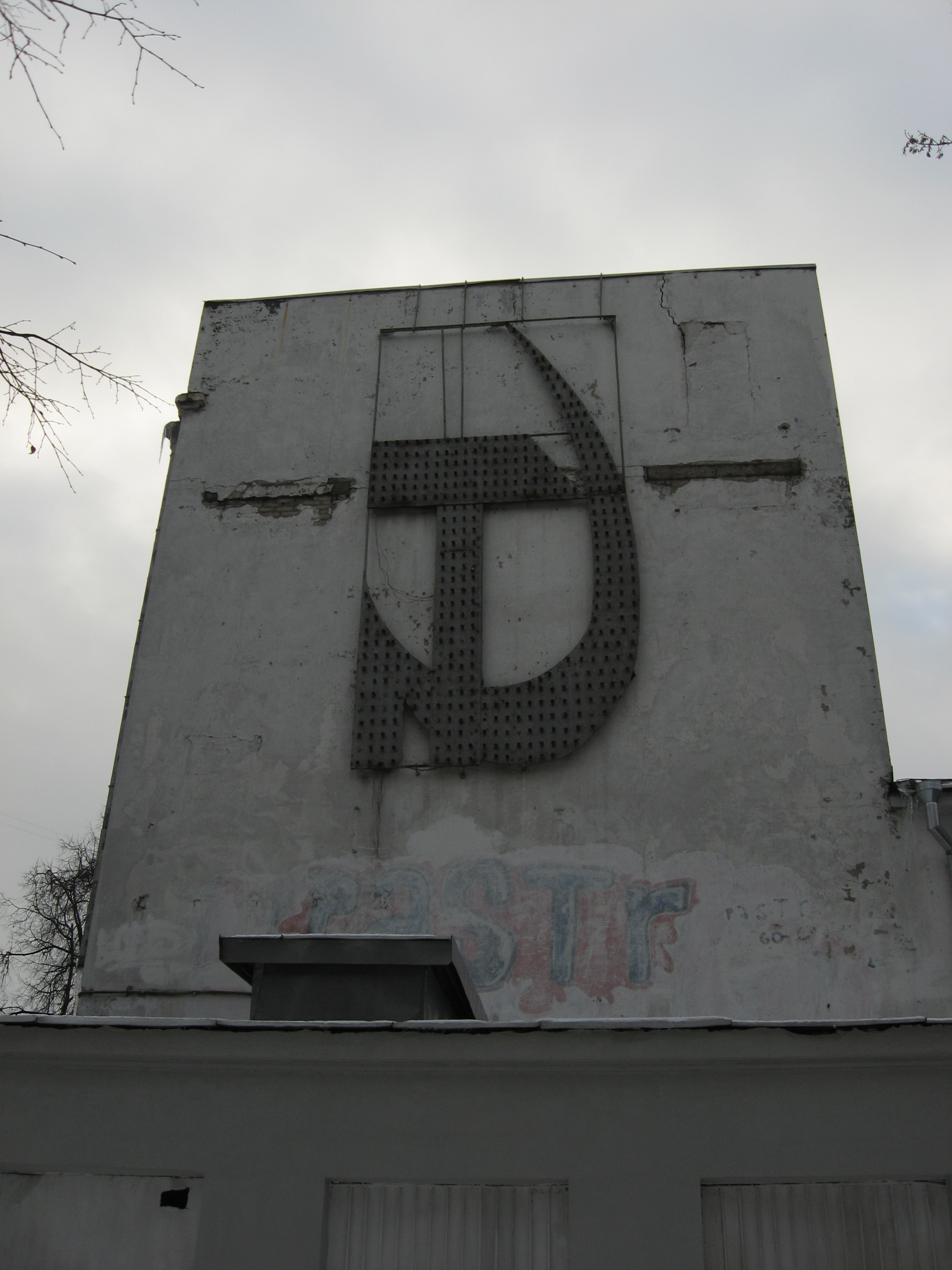
«Серп и молот» на стене ДК «Заветы Ильича».
Вид со стороны Можайского шоссе

- № 5 — Бывший кинотеатр «Бородино»;
- № 7с2 — Спортивный центр «Кунцево»
- № 13 — дом культуры «Заветы Ильича». ДК принадлежит ОАО «Камвольное объединение „Октябрь“». Здание построено на рубеже 1920-30-х годов, в 1970-е годы его реконструировали, изменив декор и украсив серпом и молотом[5];
- № 25 — бывшая типография ПЭМ;
- № 31к2 — Ломоносовская школа.

По чётной стороне:
- № 2 — жилой комплекс «Кунцево»
- № 4к2 — Детский сад при школе № 587.
- № 14 — Городская клиническая больница имени М. Е. Жадкевича[6]
- № 36 — Высотный жилой комплекс «Редан»
- № 38к5 — Детский сад № 803.
- № 38к6 — Детский сад № 200.
- № 38к7 — школа № 1400.
- № 50 — Средняя школа № 809;
- № 54 — Кинотеатр «Минск»

## Транспорт

### Наземный транспорт
С 13 июня 1926 года по современной трассе Можайского шоссе начал ходить автобусный маршрут № 2 (Курский вокзал — Кунцево), с 1928 года продлённый до посёлка Сетунь. Маршрут ходил до Сетуни вплоть до 1941 года (а также весной 1942).
Через некоторое время после войны были проложены маршруты № 45 и 67 (затем 267, позднее 567 и 867). Маршрут № 45 частично повторял трассу отменённого № 2 и проходил от платформы Сетунь по улице Толбухина, Можайскому шоссе и Кутузовскому проспекту до Киевского вокзала. Во время общегородской кампании по реорганизации маршрутов общественного транспорта в конце 1980-х годов был запущен автобусный маршрут № 45к и он стал ходить до метро «Кунцевская», а основной маршрут отменён в 1992 году, вместе с тем в том же 1992 году 45к перенумерован в 45. Исторический маршрут был восстановлен с 1 октября 2010 года под новым номером 840.
Сейчас по шоссе ходят автобусы:
- до станции метро «Кунцевская»:
  - № 45 (66-й квартал Кунцева — Метро «Кунцевская») (2-я колонна ЭП Фили филиала «Центральный»)
  - № 190 (Беловежская улица — Метро «Молодёжная») (ЭП Очаково филиала Юго-Западный)
  - № 610 (Улица Герасима Курина — Метро «Юго-Западная») (ЭП Очаково филиала Юго-Западный)
  - № 612 (Улица Герасима Курина — Троекуровское кладбище) (8-я колонна ЭП Мневники филиала «Центральный»)
  - № 733 (Аминьево — Крылатское) (только к метро «Кунцевская») (7-я колонна ЭП Мневники филиала Центральный)
- до метро «Славянский бульвар»:
  - № 103 (23-й квартал Новых Черёмушек — Яблоневый сад) (Электробусная колонна ЭП Фили филиала Центральный)
  - № 139 (Метро «Филёвский парк» — микрорайон «Новая Трёхгорка») (ООО Стартранс)
  - № 157 (Беловежская улица — Киевский вокзал) (2-я колонна ЭП Фили филиала «Центральный»)
  - № 157к (Беловежская улица — Минская улица (Парк Победы) (2-я колонна ЭП Фили филиала «Центральный»)
  - № 231 (Беловежская улица — Метро Филёвский парк (Электробусная колонна ЭП Фили филиала «Центральный»)
  - № 818 (Международный университет — Метро «Филёвский парк») (ООО Стартранс)
  - № 840 (66-й квартал Кунцева — Киевский вокзал) (2-я колонна ЭП Фили филиала «Центральный»)
- а также:
- в соседние районы города:
  - № 104 (Метро «Филёвский парк» — Платформа «Рабочий посёлок») (только в сторону платформы «Рабочий посёлок») (Электробусная колонна ЭП Фили филиала Центральный)
  - № 198 (66-й квартал Кунцева — Матвеевское) (2-я колонна ЭП Фили филиала «Центральный»)
  - № 732 (Крылатское — Метро «Славянский бульвар») (7-я колонна ЭП Мневники филиала Центральный)

### Ближайшие станции метро
- Кунцевская (радиальная) и Кунцевская (кольцевая) (~ 900 м от начала шоссе)

### Железнодорожный транспорт
- Платформа «Кунцево» Смоленского направления Московской железной дороги (~ 350 м)
- Платформа «Немчиновка» Смоленского направления Московской железной дороги (~ 420 м)
- Платформа «Рабочий Посёлок» Смоленского направления Московской железной дороги (~ 850 м)
- Платформа «Сетунь» Смоленского направления Московской железной дороги (~ 900 м)

## Населённые пункты
- Немчиновка